# Красногорье (Белыничский район)
Красного́рье (бел. Краснагор'е) — упразднённый посёлок в составе Ланьковского сельсовета Белыничского района Могилёвской области Республики Беларусь.

## Население
- 2010 год — 2 человека